# Lights Off
„Lights Off“ је песма коју изводи чешко-норвешки електропоп група We Are Domi. Песма је представљала Чешку Републику на Песми Евровизије 2022. у Торину.

## Песма Евровизије

### Пре Евровизије
Eurovision Song CZ 2022 је било национално финале које организује Чешка телевизија како би се изабрао чешки представник за Песму Евровизије 2022. Такмичење је учествовало седам такмичара и одржано је између 7. и 15. децембра 2021. Победник је одређен комбинацијом гласова дванаесточланог међународног жирија (50%), гласова међународне публике (25%) и гласова чешке публике (25%). И међународно и чешко јавно гласање одржано је путем званичне апликације Песме Евровизије. „Lights Off“ је освојио прво место и по гласању жирија и по међународном теле-гласању, али је освојио тек четврто место по гласању чешке телевизије, победивши у такмичењу са 21 поеном, 4 више од другопласираног.

### На Евровизији
25. јануара 2022. одржан је жреб за расподелу учесника којим је свака земља учесница Песме Евровизије 2022. сврстана у једно од два полуфинала, као и у којој половини емисије ће наступати. Чешка се такмичила у другом полуфиналу, као последња од 18 земаља које су наступиле. Били су једна од 10 земаља које су добиле довољно гласова да се пласирају у финале такмичења, где су извучени да наступе у првој половини. Заузели су 22. место са 38 поена.

## Топ листе
| Топ листе (2022) | Највиша позиција |
| ---------------- | ---------------- |
| Чешка            | 5                |
| Литванија        | 43               |
| Шведска          | 4                |